# نيشان الشرف (مولدوفا)
وسام الشرف أو نيشان الشرف (مولدوفا) ((بالرومانية: Ordinul de Onoare)‏) هو نظام الدولة من جمهورية مولدوفا التي أنشأها برلمان مولدوفا في عام 2002، والتي تمنح من قبل الرئاسة المرسوم. إنه رابع أعلى وسام في مولدوفا، بعد وسام الجمهورية، وسام ستيفان سل ماري، وسام بوجدان المؤسس (Ordinul Bogdan Întemeietorul)، وقبل وسام الولاء للوطن (Ordinul Credinţa Patriei). يمكن منح وسام الشرف أيضًا للمنظمات والمؤسسات وما إلى ذلك.

## المستلمون الفرديون البارزون (قائمة جزئية)
- سيب بلاتر [2]
- ميشيل بلاتيني [3]
- بوريس باتون [4]
- رادوسلاف سيكورسكي
- سيرافيم يوريشيان
- بافل سيبانو
- تيتوس كورلين
- رائد عرفات
- ميتروفان سيوبان
- زينيدا غريسيانيي
- فاسيلي ستورزا
- أيون نيجري
- الكسندرو توناس
- فلاديمير هوتينينو
- فاليريو كوزارسيوك
- ليونيد بوجور
- الكسندرو أولينيك
- فالنتينا بوليجا
- مارسيل رودوكان
- فيسسلاف إيوردان
- دوميترو دياكوف
- فاسيلي أورسو
- فاديم كوجوكارو
- أوليغ بودروج
- فيسسلاف حتىă
- أيون بليكا
- إيوري كوليزنيك
- أناتولي غيلا
- نيكولاي دابيجا (سياسي)
- فاسيلي أويمارو
- تيودور جورجي أوبا
- ميهاي بوياتو
- فاسيلي فاتامانو
- أليكو رينيتش
- أيون أونغوريانو
- فيكتور ستيبانيوك
- جورج اميهالشيوا
- بيتر (بوردارو)
- فيكتور بوكاك
- ماريوس لازوركا
- دان دونجاسيو
- أيون أوركانو
- ميخائيل دولجان
- ديرك شوبل
- سيزار دي مونتيس
- ميهاي بالان
- فيتالي سيوبانو
- أكاديمية الدراسات الاقتصادية في مولدوفا
- نيتشيتا سموكين
- غريغور بيلوستيسينيك
- إميليان جالايكو بوون
- فاسيلي بوماكوف
- أندريه أوساتوي
- تاتيانا أنودينا
- نيكولاي أندرونيك
- جورج بوزاتو
- مارشيل (ميهيسكو)
- بيتر (Mustea)
- أندريان كاندو
- ايون انطون
- فاليريو روديتش
- إيونيل هايدوك
- إيرينا لوغين
- بيتر Szijjártó [5]

## الحائزون الجماعيون
- مدرسة ليسيوم النظرية جورج أساكي (كيشيناو) (2010)
- مدرسة ثانوية نظرية لميخائيل بيريزوفسكي (كيشيناو) (2010)
- مدرسة ثانوية إيون كرينجا النظرية (كيشيناو) (2010)
- المدرسة الثانوية النظرية لميهاي إمينسكو (كيشيناو) (2010)
- مدرسة ثانوية نظرية سبيرو هاريتا (كيشيناو) (2010)
- المدرسة الثانوية النظرية لميهاي الشجاع (كيشيناو) (2010)
- أكاديمية التربية الاقتصادية في مولدوفا (2011)
- مدرسة ثانوية نظرية للقديسين سيريل وميثوديوس (كيشيناو) (2011)
- «خدمة أمن» المؤسسة الحكومية التابعة لوزارة الداخلية في جمهورية مولدوفا (2012)
- المدرسة الثانوية النظرية لميهاي إمينسكو (بالتي) (2013)
- مدرسة الليسيوم النظرية الجمهورية إي.كريانجا (بالتي) (2016)
- إدارة قوات الكارابينيري التابعة لوزارة الشؤون الداخلية لجمهورية مولدوفا (2017)
- أكاديمية الإدارة العامة (2018)
- صالة للألعاب الرياضية على اسم N.V. Gogol لمدينة بيسارابكا (2019)
- المتحف الوطني للإثنوغرافيا والتاريخ الطبيعي (2019)
- مكتبة الطفل الوطنية. إيونا كرينجو (2019)
- مستشفى المدينة السريري «القديس ميخائيل رئيس الملائكة» (كيشيناو، 2019)
- فيلق السلام